# Pezicula hamamelidis
Pezicula hamamelidis är en svampart som beskrevs av J.W. Groves & Seaver 1939. Pezicula hamamelidis ingår i släktet Pezicula och familjen Dermateaceae.   Inga underarter finns listade i Catalogue of Life.